# Dennis Lo
Yuk-ming Dennis Lo FRS (Hong Kong, 12 de outubro de 1963) é um médico chinês. É professor de patologia química na Universidade Chinesa de Hong Kong. É membro da Royal Society.

## Prêmios e honrarias
- 2011 – fellow da Royal Society[2]
- 2013 – membro estrangeiro da Academia Nacional de Ciências dos Estados Unidos[2]
- 2014 – Prêmio Internacional Rei Faisal
- 2021 – Breakthrough Prize in Life Sciences[3]
- 2021 – Medalha Real